# Ja, Sakamoto
Ja, Sakamoto (jap. 坂本ですが? Sakamoto desu ga?) – manga autorstwa Nami Sano, publikowana na łamach magazynu „Harta” od kwietnia 2012 do grudnia 2015. Telewizyjna adaptacja anime, wyprodukowana przez Studio Deen, była emitowana od kwietnia do lipca 2016.
W Polsce manga została wydana przez Studio JG.

## Fabuła
Sakamoto, uczeń pierwszej klasy liceum, jest nie tylko wspaniały, jest najwspanialszy! Niemal natychmiast po rozpoczęciu nauki w szkole zaczyna przyciągać uwagę wszystkich. Dziewczyny go uwielbiają, a większość chłopców żywi do niego urazę. W klasie jest nawet chłopak, który pracuje jako model, ale Sakamoto ciągle go przyćmiewa!
Bez względu na to, jakie figle próbują mu płatać inni chłopcy, Sakamoto zawsze wychodzi z nich cało i z wdziękiem. Choć Sakamoto może wydawać się chłodny i powściągliwy, pomaga innym, gdy ktoś go o to poprosi, jak na przykład chłopak z jego klasy, nad którym ciągle się znęcano. Bez względu na to, jakie trudności napotyka Sakamoto, idzie on przez swoje szkolne życie z pewnością siebie i klasą!

## Bohaterowie
- Sakamoto (jap. 坂本)

Seiyū: Hikaru Midorikawa 
- Yoshinobu Kubota (jap. 久保田 吉伸 Kubota Yoshinobu)

Seiyū: Akira Ishida 
- Atsushi Maeda (jap. 前田 あつし Maeda Atsushi)

Seiyū: Tomokazu Sugita 
- Mario (jap. まりお)

Seiyū: Ken Takeuchi 
- Ken Ken (jap. ケンケン Kenken)

Seiyū: Nobuyuki Hiyama 
- Yūya Sera (jap. 瀬良 裕也 Sera Yūya)

Seiyū: Showtaro Morikubo 
- Aina Kuronuma (jap. 黒沼 あいな Kuronuma Aina)

Seiyū: Yui Horie 
- Megumi Fujita (jap. 藤田 恵 Fujita Megumi)

Seiyū: Mai Nakahara 
- Kana-chan (jap. カナちゃん)

Seiyū: Yukari Tamura 
- Mī-chan (jap. みーちゃん)

Seiyū: Kana Ueda 
- Yagi (jap. 八木)

Seiyū: Hitomi Nabatame 
- Tanaka (jap. 田中)

Seiyū: Saki Fujita 
- Erika (jap. エリカ)

Seiyū: Mikako Takahashi 
- Morita (jap. 森田 Morita)

Seiyū: Tomoaki Maeno 
- Yasuda (jap. 安田)

Seiyū: Tatsuhisa Suzuki 
- Shigeru Kobayashi (jap. 小林 茂 Kobayashi Shigeru)

Seiyū: Masahito Yabe 
- Kakuta (jap. 角田 Kakuta)

Seiyū: Jouji Nakata 
- Shigemi Kubota (jap. 久保田 茂美 Kubota Shigemi)

Seiyū: Kujira 
- Chon Choriso (jap. チョン·チョリソー)

Seiyū: Jun Fukuyama 
- Maruyama (jap. 丸山)

Seiyū: Tetsu Inada 
- Shou Hayabusa/8823 (jap. 8823, Hayabusa)

Seiyū: Koji Yusa 
- Fukase (jap. 深瀬)

Seiyū: Mitsuo Iwata 

## Manga
Seria zadebiutowała w 2011 roku, a 14 kwietnia 2012 rozpoczęła regularną publikację w należącym do Enterbrain magazynie „Fellows!” (przemianowanym w lutym 2013 na magazyn „Harta”). Ostatni rozdział ukazał się 14 grudnia 2015. Seria została zebrana w czterech tomach tankōbon. 
W Polsce licencję na wydawanie mangi zakupiło Studio JG. 
| Nr | Język japoński    | Język japoński         | Język polski         | Język polski           |
| Nr | Data wydania      | ISBN                   | Data wydania         | ISBN                   |
| -- | ----------------- | ---------------------- | -------------------- | ---------------------- |
| 1  | 15 stycznia 2013  | ISBN 978-4-04-728633-7 | 28 kwietnia 2017     | ISBN 978-83-8001-211-0 |
| 2  | 15 listopada 2013 | ISBN 978-4-04-729273-4 | 10 lipca 2017        | ISBN 978-83-8001-225-7 |
| 3  | 15 grudnia 2014   | ISBN 978-4-04-730087-3 | 12 października 2017 | ISBN 978-83-8001-246-2 |
| 4  | 15 stycznia 2016  | ISBN 978-4-04-730925-8 | 30 stycznia 2018     | ISBN 978-83-8001-273-8 |

## Anime
W ostatnim tomie mangi ogłoszono, że seria otrzyma adaptację anime, która została wyemitowana między 8 kwietnia 2016 a 1 lipca 2016 w Japonii na kanale TBS, a następnie na CBC, MBS, BS-TBS i TBS Channel 1. Anime zostało zanimowane przez Studio Deen, scenariuszem i reżyserią zajął się Shinji Takamatsu, a muzykę skomponował Yasuhiko Fukuda. Za projekty postaci odpowiada Atsuko Nakajima, a za kierownictwo artystyczne Masatoshi Muto. Motyw przewodni, „COOLEST” wykonało CustomiZ, a motyw końcowy, zatytułowany „Nakushita hibi ni sayonara” (jap. 無くした日々にさよなら), wykonał Suneohair.
Trzynasty odcinek nie został wyemitowany w telewizji z powodu trzęsień ziemi w Kumamoto w 2016, ale został udostępniony online na witrynie Crunchyroll 27 września 2016 i dołączony do piątego tomu Blu-ray/DVD wydanego 2 października 2016.